# Allora, Queensland
Allora är en ort i Australien. Den ligger i kommunen Southern Downs och delstaten Queensland, omkring 120 kilometer sydväst om delstatshuvudstaden Brisbane. Allora ligger 470 meter över havet och antalet invånare är 923.
Runt Allora är det mycket glesbefolkat, med 3 invånare per kvadratkilometer.. Närmaste större samhälle är Clifton, omkring 13 kilometer nordväst om Allora. 
Omgivningarna runt Allora är en mosaik av jordbruksmark och naturlig växtlighet. Genomsnittlig årsnederbörd är 1 168 millimeter. Den regnigaste månaden är januari, med i genomsnitt 235 mm nederbörd, och den torraste är september, med 32 mm nederbörd.